# Jordanoleiopus antennalis
Jordanoleiopus antennalis là một loài bọ cánh cứng trong họ Cerambycidae.